# Wacław Świerzawski
Wacław Józef Świerzawski (* 14. Mai 1927 in Solotschiw; † 7. Oktober 2017 in Zawichost) war ein polnischer Geistlicher und römisch-katholischer Bischof von Sandomierz.

## Leben
Wacław Świerzawski studierte Theologie und Philosophie am Grossen Seminar in Lemberg. Der Erzbischof von Lemberg, Eugeniusz Baziak, weihte ihn am 11. Dezember 1949 zum Priester des Bistums Zamość-Lubaczów. 1950 graduierte er an der Fakultät für Theologie an der Jagiellonen-Universität. Von 1952 bis 1954 studierte er kanonisches Recht an der Warschauer Universität. Von 1964 bis 1968 studierte er am Liturgischen Institut der Pontificio Ateneo Sant’Anselmo in Rom, wo im Jahre 1968 promoviert wurde. 1975 habilitierte er sich an der Päpstlichen Fakultät für Theologie in Krakau. 1981 wurde er zum außerordentlichen Professor, 1989 zum Professor für Theologie ernannt. Von 1988 bis 1992 war er Rektor der Päpstlichen Akademie der Theologie in Krakau.
Papst Johannes Paul II. ernannte ihn am 25. März 1992 zum Bischof von Sandomierz. Der Apostolische Nuntius in Polen, Erzbischof Józef Kowalczyk, spendete ihn am 28. April desselben Jahres die Bischofsweihe. Mitkonsekratoren waren Ignacy Tokarczuk, Erzbischof von Przemyśl, Bolesław Pylak, Erzbischof von Lublin, und Marian Jaworski, Erzbischof von Lemberg. Sein Wahlspruch war «Apostolus Iesu Christi» (Apostel Jesu Christi).
Am 7. Oktober 2002 – auf den Tag 15 Jahre vor dem Tod des Bischofs – nahm Papst Johannes Paul II. seinen altersbedingten Rücktritt an. Er war Autor von Büchern, wissenschaftlichen und populären Wissenschaftsartikeln über die Theologie der Liturgie und Spiritualität. Er war Mitglied verschiedener wissenschaftlichen Gesellschaften in Polen und im Ausland.
2007 erhielt er durch den Bürgermeister von Sandomierz den Ehrenpreis „Bene meritus“.